# Christian S. Christiansen

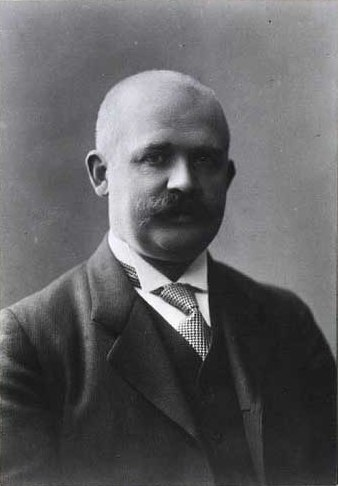
Christian S. Christiansen

Christian Sofus Christiansen, född 17 juli 1865 i Köpenhamn, död 13 juni 1919, var en dansk snickare och socialdemokratisk politiker.
Christiansen, som var son till en snickargesäll, blev 1884 själv gesäll i samma hantverk och 1901 snickarmästare. Han anslöt sig tidigt till socialdemokratin, blev 1885 styrelseledamot i snickarnas fackförening och var 1895–98 dess ordförande. Han hade 1890–95 varit ordförande för skeppssnickarnas egna fackförening och blev 1898 ledare för snickarförbundet i Danmark, intill han själv blev mästare tre år senare. 
År 1902 invaldes Christiansen i borgarrepresentationen i Köpenhamn, blev 1913 dess ordförande och var borgmästare för magistratens 5:e avdelning från 1917. År 1906 fick han säte i landstinget och 1910 i den kommunala skattekommissionen. Han var direktör för tidningen "Socialdemokraten" 1910–17.